# Стулов Олексій Валерійович
Олексі́й Вале́рійович Сту́лов (1 січня 1991 — 5 вересня 2014) — солдат Збройних сил України, учасник російсько-української війни.

## Короткий життєпис
Народився 1991 року в місті Кривий Ріг. Закінчив 2006-го 9 класів ЗОШ № 32; по тому — Криворізький професійний гірничо-електромеханічний ліцей. Протягом 2009—2011 років працював на шахті «Жовтневий» ПАТ «Криворізький залізорудний комбінат».
З початком російсько-української війни пішов добровольцем на фронт, снайпер 2-го відділення 1-го взводу, 24-й батальйон територіальної оборони «Айдар».
5 вересня 2014 р. між 14:30 та 15:00 Олексій разом з побратимами потрапив у засідку поблизу села Весела Гора. Бійці на двох машинах під'їхали до блокпоста — на ньому майорів український прапор. З'ясувалося, що на блокпості були терористи ДШРГ «Русіч». Вони відкрили вогонь, прострелили бензобак, одна з автівок вибухнула. Пораненого Олексія добивав російський неонацист Олексій Мільчаков, відомий своєю схильністю до садизму. Він розпоров бійцю черевну порожнину, а потім вбив пострілом в голову. Катування та вбивства бійців батальйону «Айдар» терористи знімали на відео.
Був похований 1 жовтня 2014-го в Старобільську як невідомий Герой. Імена загиблих айдарівців назвав їх бойовий товариш. Після проведення експертизи ДНК 10 липня 2015 року воїна перепоховали на Алеї Слави Центрального кладовища Кривого Рогу, у місті оголошено жалобу.
Без сина лишилася мама Олена Стулова.

## Нагороди та вшанування
- указом Президента України № 47/2019 від 28 лютого 2019 року, за особисту мужність і самовіддані дії, виявлені у захисті державного суверенітету та територіальної цілісності України, нагороджений орденом «За мужність» III ступеня (посмертно)[2]
- нагороджений нагрудним знаком «За оборону Луганського аеропорту» (посмертно)
- нагороджений відзнакою міста Кривий Ріг «За Заслуги перед містом» 3 ступеня (посмертно)
- в грудні 2015 року у школі, котру закінчив Олексій, відкрито меморіальну дошку його честі
- Його портрет розміщений на меморіалі «Стіна пам'яті полеглих за Україну» у Києві: секція 4, ряд 9, місце 9
- Вшановується в меморіальному комплексі «Зала пам'яті», в щоденному ранковому церемоніалі 5 вересня[3]